# Zbór Kościoła Adwentystów Dnia Siódmego w Balinie
Zbór Kościoła Adwentystów Dnia Siódmego w Balinie – zbór adwentystyczny w Balinie, należący do okręgu wschodniego diecezji południowej Kościoła Adwentystów Dnia Siódmego w RP.
Baliński zbór adwentystyczny został założony w 1930.
Pastorem zboru jest kazn. Wiesław Szkopiński. Nabożeństwa odbywają się w kościele przy ul. Wąskiej 36 każdej soboty o godz. 9.30.